# アーベンベルク
アーベンベルク (ドイツ語: Abenberg, ドイツ語発音: [ˈaːb̩nbɛrk]) は、ドイツバイエルン州ミッテルフランケンのロート郡に属す郡所属市で、ニュルンベルクの南西約20kmに位置する。

## 地理
アーベンベルクは、北西をフランケン高原、北をニュルンベルク、南と東をフレンキシェ・アルプに囲まれたフランケン湖水地方の北端に位置する。市内を流れる小川は、レドニッツ川、レグニッツ川を経てマイン川に注ぐ。市は以下の地区からなる: アーベンベルク、アウラウ、ベーアバッハ、デュルレンムンゲナウ、エーバースバッハ、オーバーシュタインバッハ・オプ・グミュント、ヴァッサームンゲナウ

### 自治体の構成
本市は、公式には14の地区 (Ort) からなる。このうち小集落や孤立農場などを除く集落を以下に列記する。
- アーベンベルク
- ベヒホーフェン
- ベールバッハ
- デュレンムンゲナウ
- エーバースバッハ
- カプスドルフ
- クラインアーベンベルク
- オーバーシュタインバッハ・オプ・グミュント、1300年頃にはすでに名が知られている。
- ヴァッサームンゲナウ、9世紀頃にはすでに入植が始まっていた。

## 歴史
アーベンベルクは、1071年に Abinberchとして初めて文献で言及されている。アーベンベルク伯領はリウドルフィング家により、1002年から1024年に設けられ、村は、1040年にヴォルフラム・フォン・アーベンベルクによって創設された。その後、150年の間に、バンベルク司教本部アーベンベルク代官、ヴュルツブルク司教、キッツィンゲン修道院長、およびその他の高位高官がアーベンベルクの統治に携わった。13世紀の初め、アーベンベルク家の男系家系が断絶し、アーベンベルクは婚姻関係により1236年頃ニュルンベルク城伯、すなわちホーエンツォレルン家の所領となった。1260年にアーベンベルク城壁が築かれた。アイヒシュテット司教ラインボートは、1296年に城と村を獲得し、アーベンベルクを再興した。1299年、アーベンベルクは都市に昇格し、1356年にはアイヒシュタットの保護領となった。この都市には、アイヒシュタット司教本部の保護領統治のための役所が置かれた。これは、1803年の世俗化でバイエルンに有利に働き、数年間アンスバッハ侯領に編入されたものの、1806年（パリ条約）には最終的にバイエルン王国領となったのである。アーベンベルク城は、その最後の領主によってフランクフルト市に遺贈するよう指示されたが、この遺品が受け取られることはなかった。1982年から1984年に、城はアーベンベルク市が獲得し、徹底的な改修を施された。2007年現在、この城の中には、中世博物館、ボビンレース博物館、レストランを持つホテルがある。また、展示会や、公的・私的な催し物会場として用いられている。

## 経済と社会資本
アーベンベルクから東に10kmの郡庁所在地ロートには、ニュルンベルク、アウクスブルクおよびインゴルシュタット方面への列車が発着する駅がある。アウトバーンは、A6号ニュルンベルク - ハイルブロン線のシュヴァーバッハ西インターチェンジを利用する。市の近郊には、シュヴァーバッハからネルトリンゲンを経由してハイデンハイム・アン・デア・ブレンツへ延びる連邦道B466号線が走っている。

## 文化と見所

### 博物館
- ボビンレース博物館
- アーベンベルク城のフランケン歴史館

### 建造物
- レース学校
- 市庁舎
- 市門
- シュティラの泉

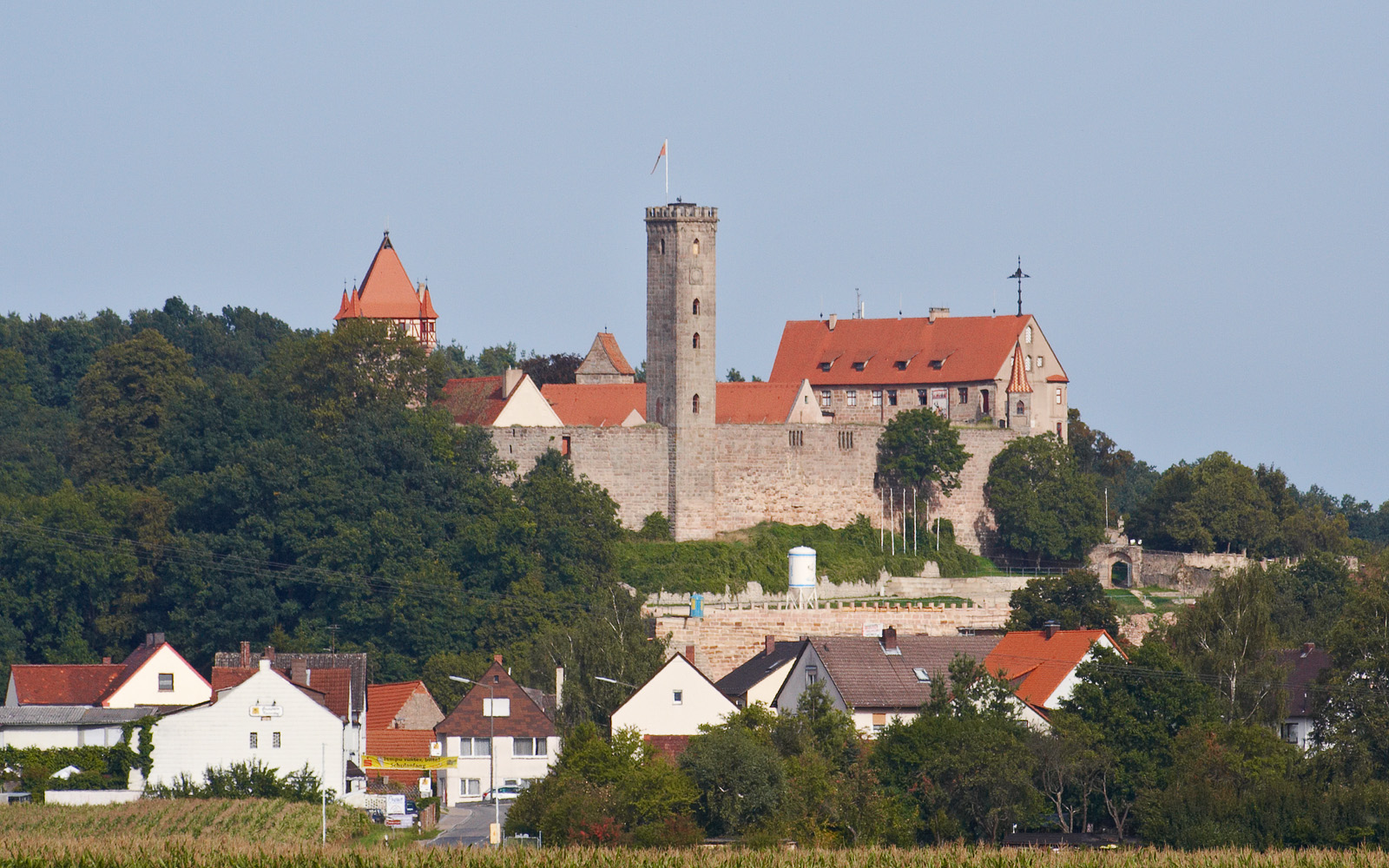
アーベンベルク城

- シュティラ広場に面した、あるいはその周辺の民家
- 監獄
- マリエンブルク修道院
- アーベンベルク城
- シュティラ教会のカタコンベ

### その他の見所
- アーベンベルクの森の「ドイルイドの石」

## 引用
1. ↑  https://www.statistikdaten.bayern.de/genesis/online?operation=result&code=12411-003r&leerzeilen=false&language=de Genesis-Online-Datenbank des Bayerischen Landesamtes für Statistik Tabelle 12411-003r Fortschreibung des Bevölkerungsstandes: Gemeinden, Stichtag (Einwohnerzahlen auf Grundlage des Zensus 2011)
2. ↑  Max Mangold, ed (2005). Duden, Aussprachewörterbuch (6 ed.). Dudenverl. p. 130. ISBN 978-3-411-04066-7
3. ↑  Bayerische Landesbibliothek Online